# 阿特米多鲁斯
阿特米多鲁斯（英語：Artemidorus），约活动于公元2世纪前后。古希腊占卜家和释梦家。出生于以弗所（今属土耳其）。他著有《解梦》一书，此著主要辑录前人的著作而成，有助于后世了解古代迷信、神话和宗教礼仪。